# Aeroflot-Flug 630
Am 24. Februar 1973 verunglückte eine Iljuschin Il-18 auf dem ersten Abschnitt des innersowjetischen Linienfluges Aeroflot-Flug 630 von Duschanbe über Leninabad (heute Chudschand) nach Moskau, wobei alle 79 Insassen starben. Bis zum Flugunfall der Tajikistan Airlines nahe Chorugh am 28. August 1993 handelte es sich um den schwersten Unfall im heutigen Tadschikistan.

## Flugzeug und Besatzung
Das Flugzeug war eine Iljuschin Il-18 (Luftfahrzeugkennzeichen: CCCP-75712, Fabriknummer:180001803), die mit vier Turboproptriebwerken des Typs Iwtschenko AI-20K ausgestattet war und ab dem 12. Februar 1960 bis zum Unfall 20404 Flugstunden und 9590 Flugzyklen absolviert hatte.
Die Besatzung bestand aus dem Flugkapitän Wladimir Wassiljewitsch Schaposchnikow, dem Ersten Offizier Wjatscheslaw Wassiljewitsch Timoschenko, dem Flugingenieur Waleri Petrowitsch Tatarintzew, dem Navigator Nikolai Porfirjewitsch Olenitsch und dem Funker Wladimir Semenowitsch Waganow sowie den Flugbegleiterinnen G. A. Besdelowa, Ju. Bykowa und I. Bolschakow.

## Verlauf
Um 7:06 Uhr Ortszeit hob die Il-18 in Duschanbe ab. Sie überflog um 7:14 Uhr das Kreisfunkfeuer Duschanbe auf 4.500 m und änderte den Kurs, um das Kreisfunkfeuer Pugus auf 5.700 m zu passieren. Um 7:17:40 Uhr meldeten die Piloten eine Flughöhe von 5.700 m, woraufhin der Fluglotse die Erlaubnis für einen Steigflug auf 6.600 m gab. Auf seine Frage, wann das Flugzeug das Funkfeuer Ura-Tube (heute Istarawschan) überfliegen würde, schätzten die Piloten dies auf 7:30 Uhr. Die Piloten meldeten um 7:21 Uhr eine Flughöhe von 6.600 m und führten die weitere Kommunikation mit einem Fluglotsen in Taschkent, während sie weiter durch die Wolken flogen.
Als das Flugzeug um 7:30 Uhr in den Luftraum von Ura-Tube einflog, hätte eine Kursänderung um 60° nach rechts auf den vorgesehenen Kurs 115°(Südosten) vorgenommen werden sollen. Stattdessen wurde nur um 10° nach rechts korrigiert und der neue Kurs 64° (Ostnordost) auf 6.600 m für 3 Minuten mit eingeschaltetem Autopilot gehalten. Um 7:33:27 Uhr meldeten die Piloten das Überfliegen von Ura-Tube in 6.600 m und einen Sinkflug mit Kurs auf Listwjanka, woraufhin der Lotse um 7:33:30 Uhr in Taschkent anwies, auf eine Höhe von 4.500 m zu sinken und zu halten. Dies wurde von den Piloten bestätigt.
Danach neigte sich das Flugzeug um 15° nach rechts, während der Autopilot aktiviert war; dieser wurde beim Ausleiten der Kurve deaktiviert. Nach einer 60°-Kurve neigte sich das Flugzeug mit einer Rate von 3–4°/s nach links, bis es sich um 90° nach links neigte und in einen spiralförmigen Sturzflug geriet. Dabei wurden eine Sinkrate von 100 m/s, Beschleunigungen zwischen −0,2 und 4,4g und eine Geschwindigkeit von 840 km/h erreicht. Aufgrund der hohen Belastungen brach auf 2.200 m die halbe linke Tragfläche ab und das aus den zerstörten Tanks fließende Kerosin entzündete sich. Die Il-18 schlug um 7:37 Uhr in einem Feld auf, 38 km nordöstlich des Flughafens Leninabad und ca. 8,4 km südöstlich vom Ort Buston. Der kopfüber liegende teilweise verbrannte Rumpf wurde um 7:55 Uhr gefunden; Wrackteile lagen auf einem Areal von 1.200 m Länge und 550 m Breite verteilt.

## Untersuchungen und Schlussfolgerungen
Der Fluglotse in Taschkent gab zu, das Flugzeug auf dem Radar im letzten Abschnitt nicht verfolgt sowie die Kursabweichung und das folgende Verschwinden des Flugzeugs nicht bemerkt zu haben. Durch die Untersuchungen wurde eine Vielzahl an Ursachen ausgeschlossen:
- Triebwerks-/Propellerversagen
- Materialermüdung
- Versagen der Steuerungssysteme
- Fehler im Treibstoff-, Öl- oder Hydrauliksystem
- Militäraktivitäten (es gab keine in der Region zum Unfallzeitpunkt)
- Wetter

Die Ermittler machten keine abschließende Angabe zur Unfallursache. Vertreter des Ministeriums für Luftfahrtindustrie (MAP) formulierten zur Unfallursache eine Stellungnahme:
Ihrzufolge überprüften die Piloten ihre Position nach dem Flug über Ura-Tube nicht und kamen von der geplanten Route ab, für die sie keine Freigabe hatten. Erst 3 Minuten später meldeten sie den Überflug, ohne den Überflugzeitpunkt oder ihre aktuelle Position dem Fluglotsen in Taschkent zu nennen. Als die Piloten ihren Fehler bemerkten, entschieden sie sich, unsicher über die Lage im Luftraum um sie herum, diesen zu verlassen. Das Nichtmelden ihres Fehlers verkomplizierte ihre Situation. Sie leiteten in den Wolken, ohne den Horizont sehen zu können, eine Linkskurve ein, die zunehmend steiler wurde. Der Versuch, das Flugzeug mit den Höhenrudern abzufangen, führte dazu, dass die Kurve noch steiler wurde. So geriet die Il-18 in einen Sturzflug, bei dem sie überlastet wurde und zerbrach.
Das MAP führte folgende Vermutungen an, warum die Linkskurve so steil wurde:
1. Ein kurzzeitiger Ausfall des linken künstlichen Horizonts und die mangelhafte Überwachung des rechten Horizonts
2. Erhöhte Anspannung der Piloten aufgrund ihrer Fehler, die ihnen nach dem Flug über Ura-Tube unterliefen und dem Fluglotsen in Taschkent durch seine mangelhafte Überwachung entgingen